# 夾子挑顆棋
夾子挑顆棋，是流传于中國北京大興區的兩人傳統棋類。

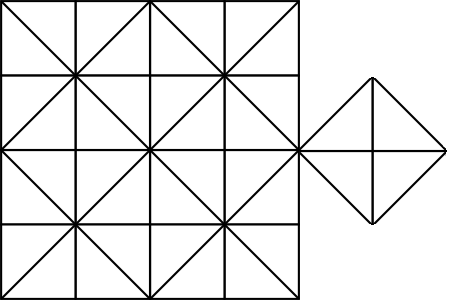
夾子挑顆棋棋盤

## 棋具
- 棋盤為五橫五豎的橫縱線交叉，另有東南-西北向、西南-東北向的斜線各三條。某一側棋邊中點多內畫十字的菱形，稱為小廟。

- 每方二十枚棋子，以兩色區分敵我。

## 棋規
- 空秤開局。
- 對弈過程分弈過程分兩步驟：放子、走子。
  - 放子：依次將一己棋放在空棋點，不能放在小廟、與四角處，僅二十個棋點可放。
  - 走子：若二十個棋點都放滿或雙方無棋子可放，則每方開始輪流移動一枚己棋，沿線一格。
  - 無論是何階段時，主動排成以下兩種排列之一就把該些敵子移除，但敵棋剩下一枚時則無法再使用。
    - 夾吃：兩枚己棋在同線上夾住一枚敵棋。
    - 挑吃：一枚己棋至兩枚敵棋的中間。

- 將敵棋減至一枚並逼到小廟頂部點者獲勝。[1]